# Lemurosicyos variegatus
Lemurosicyos — монотипний рід квіткових рослин родини гарбузових. Єдиним видом є Lemurosicyos variegatus.
Його рідний ареал — Мадагаскар.